# Phenom II
Phenom II face parte dintr-o familie de procesoare multi-core 45 nm AMD utilizând microarhitectura AMD K10, fiind succesorul Phenom original. Advanced Micro Devices a lansat AM2 + Socket versiune de Phenom II în decembrie 2008, în timp ce versiunile Socket AM3 cu suport DDR3, care avreau împreună un lot inițial de procesoare triple și quad-core, a fost lansat pe 09 februarie 2009.